# Consiglio di Stato (Glarona)
Il Consiglio di Stato del Canton Glarona (in francese Conseil d'État du canton de Glaris ed in tedesco Regierungsrat des Kantons Glarus) è il governo del Canton Glarona.